# 존슨 결합 도식
조합론에서 존슨 결합 도식(Johnson結合圖式, 영어: Johnson scheme)은 주어진 해밍 무게의 벡터들로 구성된, 2진 해밍 결합 도식의 부분 결합 도식이다.

## 정의

### 이진 존슨 결합 도식
다음이 주어졌다고 하자.
- 크기 {\displaystyle n}의 유한 집합 {\displaystyle S}
- 자연수 {\displaystyle k\leq n}

그렇다면, 다음을 정의하자.
- {\displaystyle X=\operatorname {Pow} _{k}(S)}는 {\displaystyle S}의, 크기 {\displaystyle k}의 부분 집합들의 집합족이다.
- 각 {\displaystyle i\in \{0,1\dotsc ,n\}} 및 {\displaystyle u,v\in X}에 대하여, 이항 관계 {\displaystyle u\sim _{i}v\iff \operatorname {d_{H}} (u,v)=2i} (여기서 {\displaystyle \operatorname {d_{H}} }는 해밍 거리)

그렇다면, {\displaystyle (X,n,(\sim _{i})_{0\leq i\leq n})}는 결합 도식을 이루며, 이를 {\displaystyle (k,n)}-이진 존슨 결합 도식(영어: binary Johnson association scheme) {\displaystyle \operatorname {J} _{2}(k,n)}이라고 한다.

### q{\displaystyle q}진 존슨 결합 도식 (q≥3{\displaystyle q\geq 3})
다음이 주어졌다고 하자.
- 유한 점을 가진 집합 {\displaystyle (\Sigma ,\bullet )} ({\displaystyle |\Sigma |\geq 2}). 이에 따라, {\displaystyle \bullet }에 대하여 해밍 무게를 정의할 수 있다.
- 두 양의 정수 {\displaystyle 0<k\leq n}

그렇다면, 다음과 같은 두 함수를 정의할 수 있다.
{\displaystyle e,f\colon \Sigma ^{n}\times \Sigma ^{n}\to \{0,1,\dotsc ,n\}}
{\displaystyle e\colon (u,v)\mapsto \left|\{i\in \{0,\dotsc ,n-1\}\colon u_{i}=v_{i}\neq \bullet \}\right|}
{\displaystyle f\colon (u,v)\mapsto \left|\{i\in \{0,\dotsc ,n-1\}\colon u_{i}\neq \bullet \neq v_{i}\}\right|}
(만약 {\displaystyle |\Sigma |\leq 2}라면, {\displaystyle e=f}이다.)
이제, {\displaystyle \bullet }에 대한 해밍 무게가 {\displaystyle k}인 길이 {\displaystyle n}의 {\displaystyle \Sigma }-문자열들의 집합
{\displaystyle \operatorname {W} _{k}(\Sigma ^{n})\subseteq \Sigma ^{n}=\left\{u\in \Sigma ^{n}\colon k=|\{i\in \{0,\dotsc ,n-1\}\colon u_{i}\neq \bullet \}|\right\}}
을 생각하자. 이 위에, 이항 관계
{\displaystyle u\sim _{i,j}v\iff \left(e(u,v),f(u,v)\right)=(k-i,k-j)\qquad (u,v\in \operatorname {W} _{k}(\Sigma ^{n}))}
를 정의하면, {\displaystyle (\operatorname {W} _{k}(\Sigma ^{n}),(\sim _{i,j})_{i,j})}는 결합 도식을 이룬다. 이를 {\displaystyle \Sigma } 위의 존슨 결합 도식 {\displaystyle \operatorname {J} _{|\Sigma |}(k,n)}이라고 한다.

## 성질
{\displaystyle q}진 존슨 결합 도식 {\displaystyle \operatorname {J} _{q}(k,n)}은 대칭 결합 도식이며, 그 집합의 크기는 다음과 같다.
{\displaystyle |\operatorname {J} _{q}(k,n)|=(q-1)^{k}{\binom {n}{k}}}
이진 존슨 결합 도식 {\displaystyle \operatorname {J} _{2}(k,n)}의 이항 관계의 수는 (항등 관계를 포함하여) {\displaystyle \lfloor n/2\rfloor +1}개이며,   다음과 같다.
{\displaystyle \left\{\sim _{0,0},\;\sim _{1,1},\dotsc ,\sim _{\lfloor n/2\rfloor ,\lfloor n/2\rfloor }\right\}}

### 해밍 거리
존슨 결합 도식 {\displaystyle \operatorname {J} _{q}(k,n)}에서, 다음이 성립한다.:279, §1
{\displaystyle u\sim _{i,j}v\implies \operatorname {d_{H}} (u,v)=i+j\qquad (u,v\in \operatorname {J} _{q}(k,n))}

### 고윳값
이진 존슨 결합 도식 {\displaystyle \operatorname {J} _{2}(k,n)}의 고윳값들은 다음과 같다.
{\displaystyle p_{i,j}=e_{i}(j)}
{\displaystyle q_{i,j}={\frac {\mu _{i}}{v_{i}}}e_{i}(j)}
여기서
{\displaystyle \mu _{i}={\frac {n-2i+1}{n-i+1}}{\binom {n}{i}}}
{\displaystyle e_{i}(x)=\sum _{j=0}^{i}(-)^{j}{\binom {x}{j}}{\binom {k-x}{i-j}}{\binom {n-k-x}{i-j}}\qquad (i=0,\dotsc ,k)\in \mathbb {Z} [x]}
이며, 다항식열 {\displaystyle (e_{i})_{0\leq i\leq k}}를 에벌라인 다항식(Eberlein多項式, 영어: Eberlein polynomial)이라고 한다.

## 역사
미국의 수학자 셀머 마틴 존슨(영어: Selmer Martin Johnson, 1916~1996)이 도입하였다.